# AlpenRebellen
Die AlpenRebellen sind eine österreichische Musikgruppe. Sie wurde 1993 durch Zusammenlegung einer Rockband und einer Oberkrainergruppe in Eisenerz in der Obersteiermark gegründet. 2013 löste sich die Gruppe auf, eine Wiedervereinigung gab es 2025.

## Geschichte und Stil
Die AlpenRebellen sind eine österreichische Musikgruppe, die Elemente des Mainstream-Rock, der Oberkrainer-Musik, der traditionellen (überlieferten) Volksmusik und der volkstümlichen Musik und des (volkstümlichen) Schlagers miteinander verbindet. Die Band wird sowohl der neuen Volksmusik (Alpenrock) als auch der volkstümlichen Musik zugeordnet.
Bereits im zweiten Jahr ihres Bestehens erreichten die AlpenRebellen mit dem Titel Die Leut am Land den dritten Platz beim Grand Prix der Volksmusik in Zürich. Es folgten viele Gastspiele sowie TV-Auftritte im In- und Ausland (vor allem Deutschland, aber unter anderem auch Kanada (Whistler Mountain, 1998)). Von den bisher elf veröffentlichten Alben erreichten drei Gold-Status in Österreich.
Im Mai 2025 gab die Band ihr Comeback in (bis auf eine Abweichung) Originalbesetzung bekannt. Der erste öffentliche Auftritt nach dem Comeback fand beim Wenn die Musi spielt Sommer Open Air 2025 in Bad Kleinkirchheim statt.

## Diskografie

### Alben
- 1993: Wir san fesche Steirer
- 1994: Die Leut am Land (AT: Gold)[4]
- 1996: Ho-la-di-je-i-di (AT: Gold)
- 1997: I will gar nix ... (AT: Gold)
- 1998: Komm, reiß mich auf!
- 1999: Live (Doppel-Album)
- 2001: Feiern ist ein Hammer
- 2002: Wo sind die Männer geblieben?
- 2004: Ganz oder gar net
- 2007: Heut’ oder nie!
- 2013: 20 rebellische Jahre

### Videoalben
- 1998: AlpenRebellen (VHS)
- 2001: Auf der Alpentour durch die Steiermark (VHS)
- 2007: Auf der Alpentour durch die Steiermark (DVD)